# Ballestas-szigetek
A Ballestas-szigetek (spanyolul: Islas Ballestas) egy Peruhoz tartozó szigetcsoport a Csendes-óceánban. Az élővilágáról nevezetes együttes három nagyobb és több kicsi szigetből áll. A hely kedvelt turisztikai célpont, igaz, a kikötés az állatok védelme érdekében tilos, de ahhoz elegendően közel lehet menni a partokhoz, hogy az élővilág megfigyelhető legyen.

## Földrajz
A növényborítás nélküli szigkaszigetcsoport a perui Ica megyéhez tartozik. A Paracas-félszigettől kicsit több mint 8 km távolságra találhatók északnyugati irányban. Az együttes három nagyobb (Ballesta Norte, Ballesta Centro, Ballesta Sur) és több kis szigetől áll.

## Élővilág
A szigetek a hideg, oxigénben dús vizű Humboldt-áramlat mentén fekszenek, emiatt a környező vizek halban rendkívül gazdagok: gyakoriak például a szardellafélék és a közönséges nyelvhal. Ennek köszönhető, hogy a halevő madarak és emlősök is nagy számban fordulnak itt elő; legjellegzetesebbek közülük a Humboldt-pingvin, a déli gödény, a vöröslábú kárókatona, a guanókormorán, a kőforgató, a hullámtörő madár, a sivatagi sirály, a prérisirály, a Larus belcheri, a déli sirály, az inka csér, a perui tengeririgó, az andoki kondor, a guánószula, a flamingófélék, a parti vidra és a dél-amerikai oroszlánfóka, de palackorrú delfinek is gyakran láthatók a szigetek körül.
Az évszázadok során itt élt sokmilliónyi madár vastag guanóréteggel borította be a szigetek felszínét: ma is évente mintegy 20 tonna képződik belőle. Az értékes trágyát 1845-től kezdve termelik ki, és sokáig például az Amerikai Egyesült Államokba és Nagy-Britanniába is szállítóttak belőle, sőt, a 20. század első felében Peru a guanóbegyűjtésben világelső volt. Mára azonban visszafogták a termelést, és a guanót külföldre nem is adják el.

## Képek

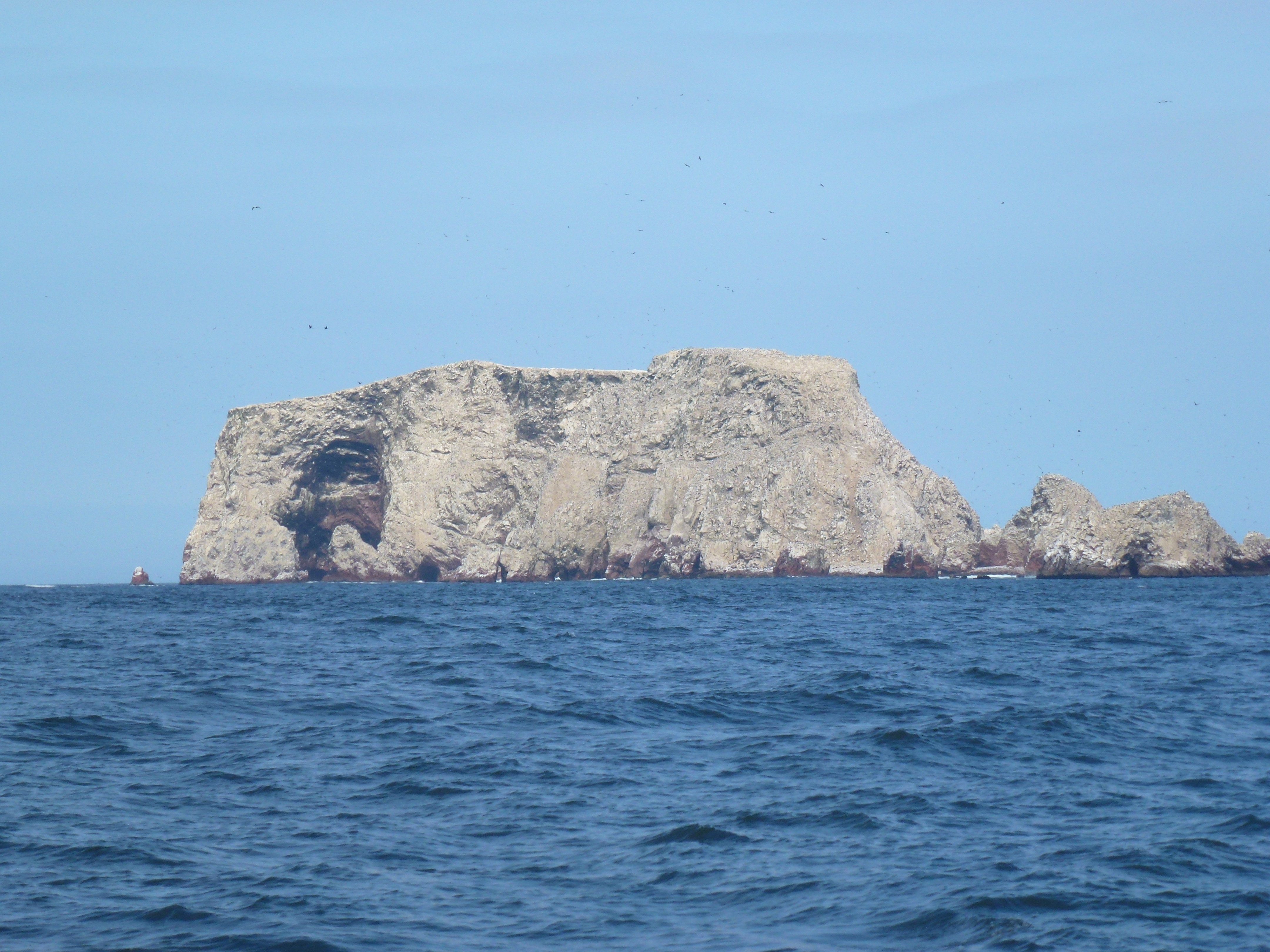
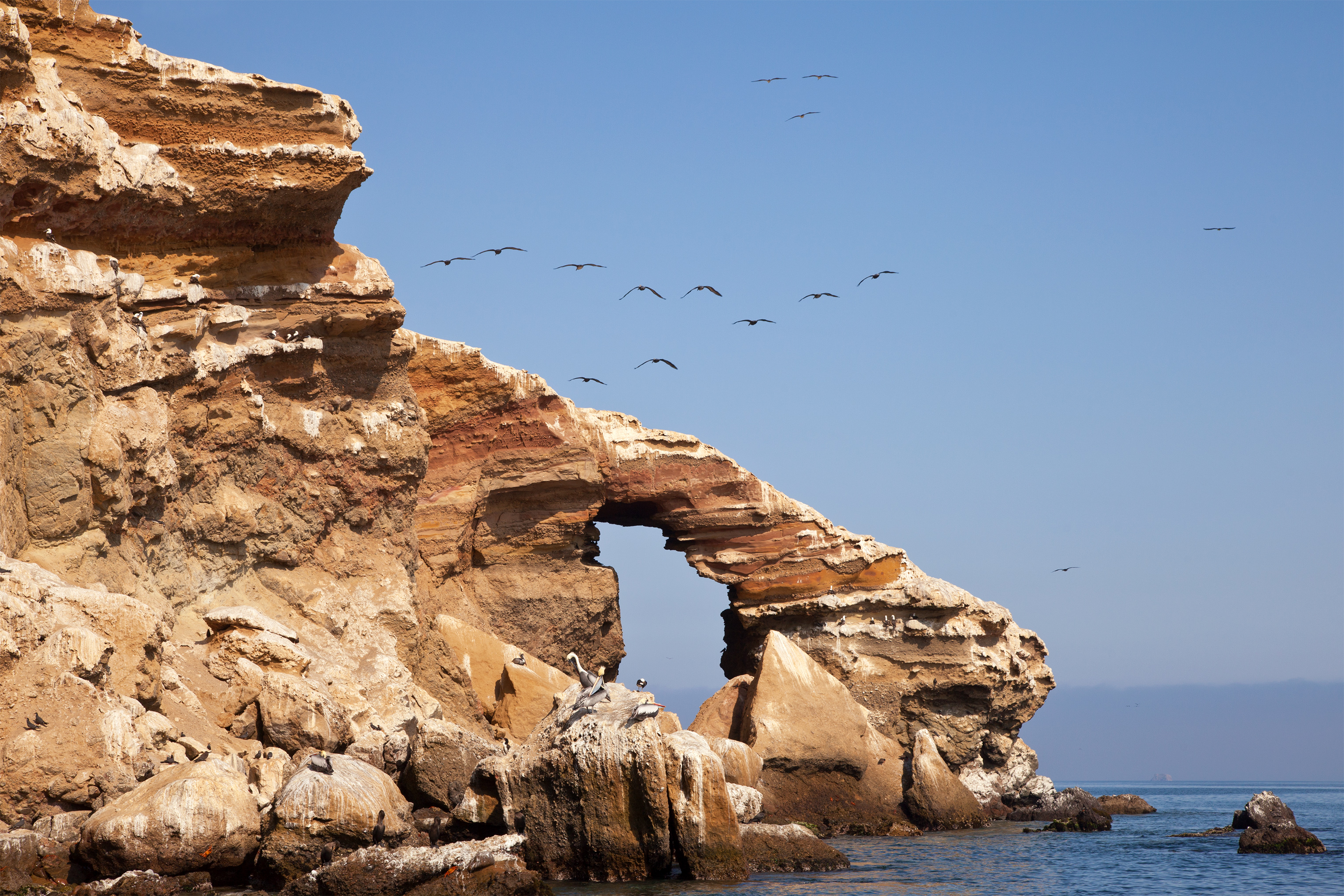
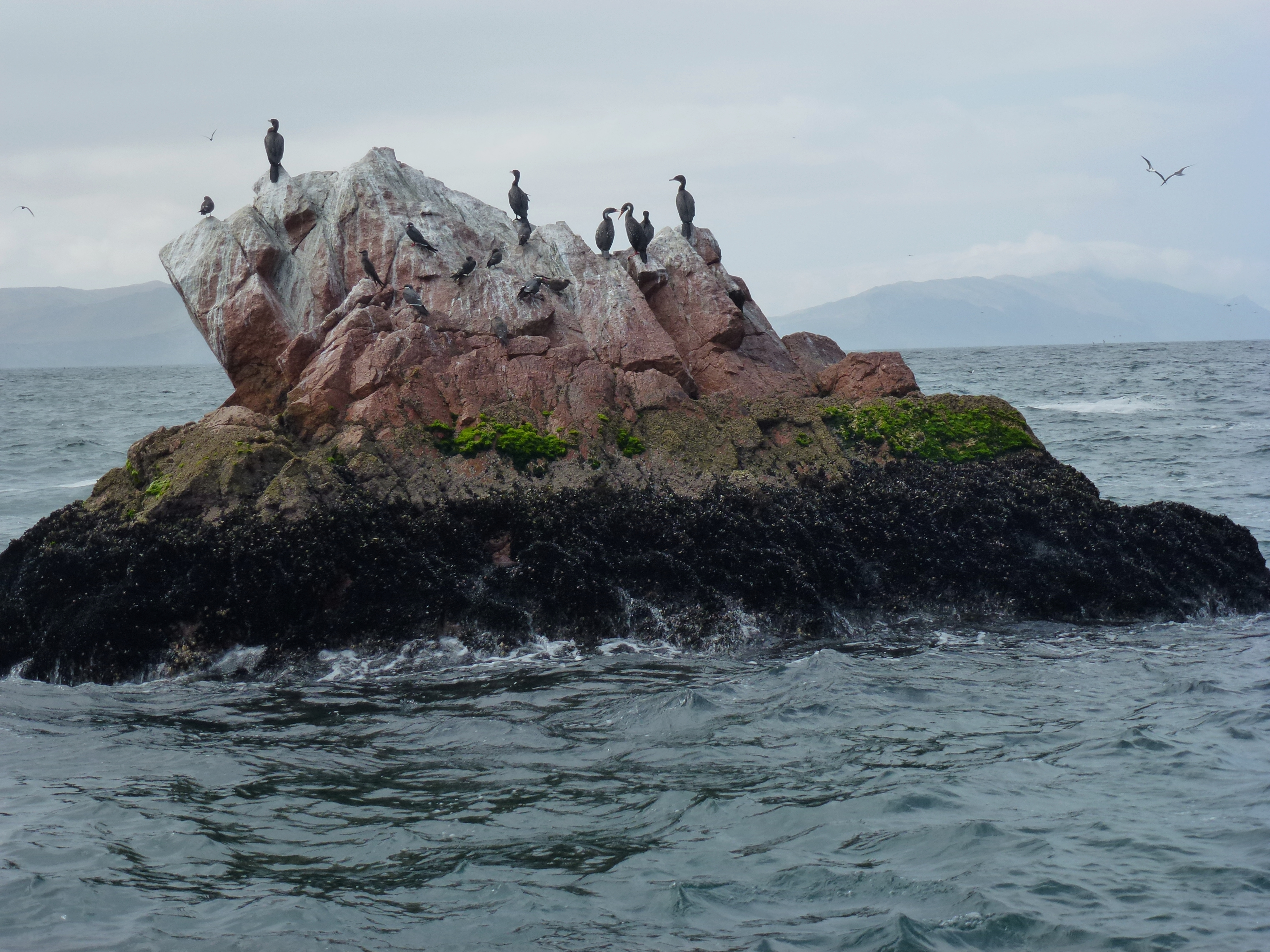
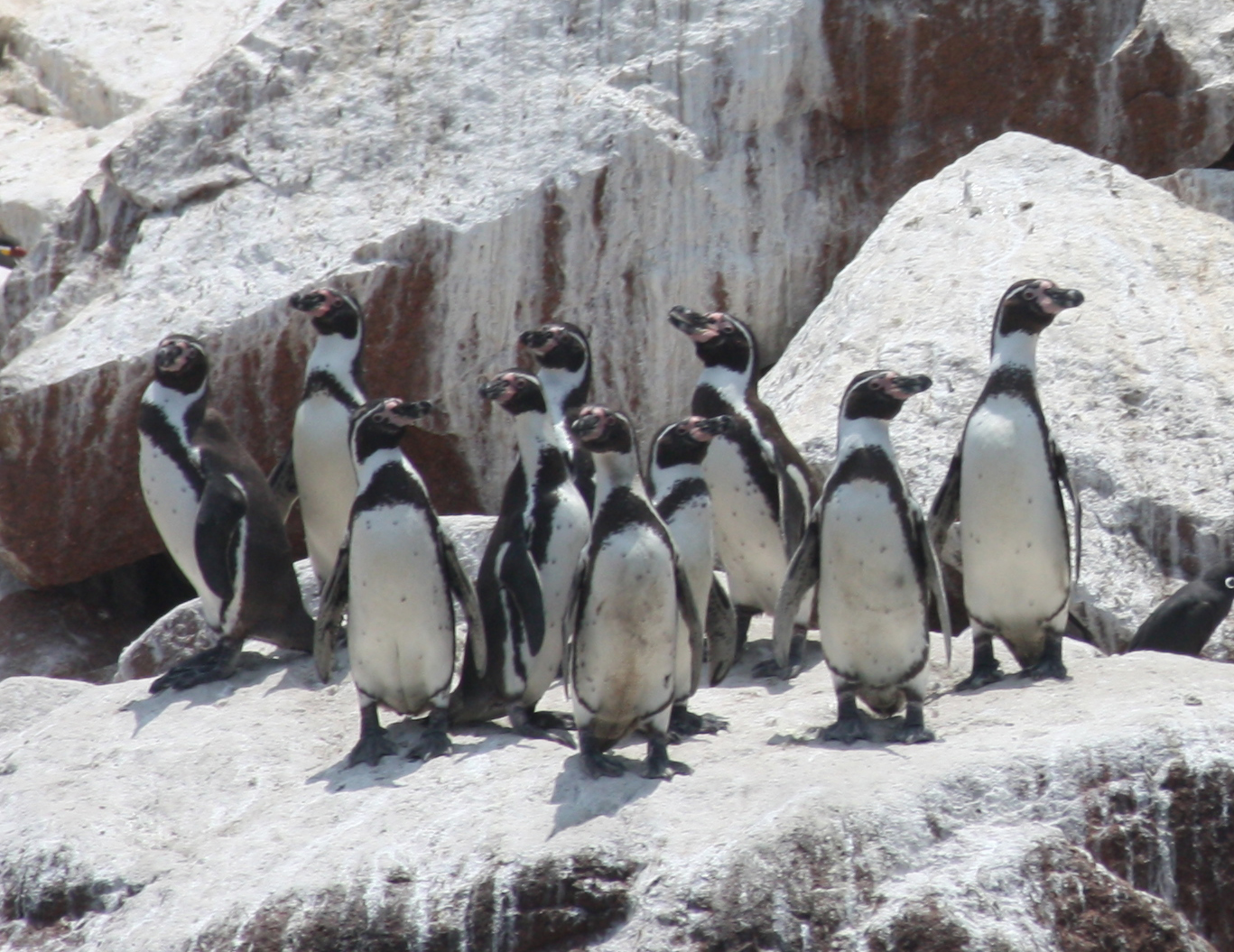
Humboldt-pingvinek
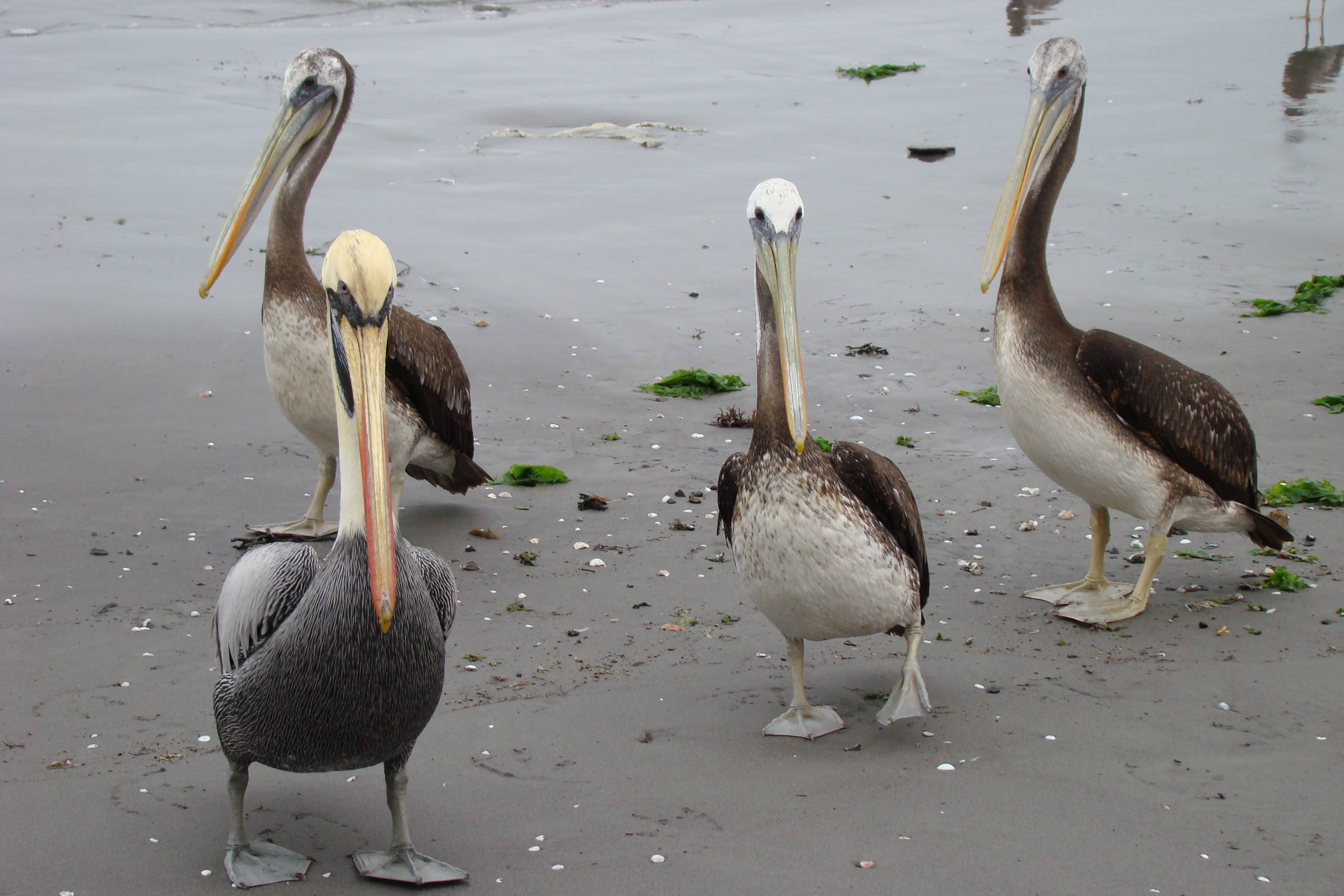
Déli gödények
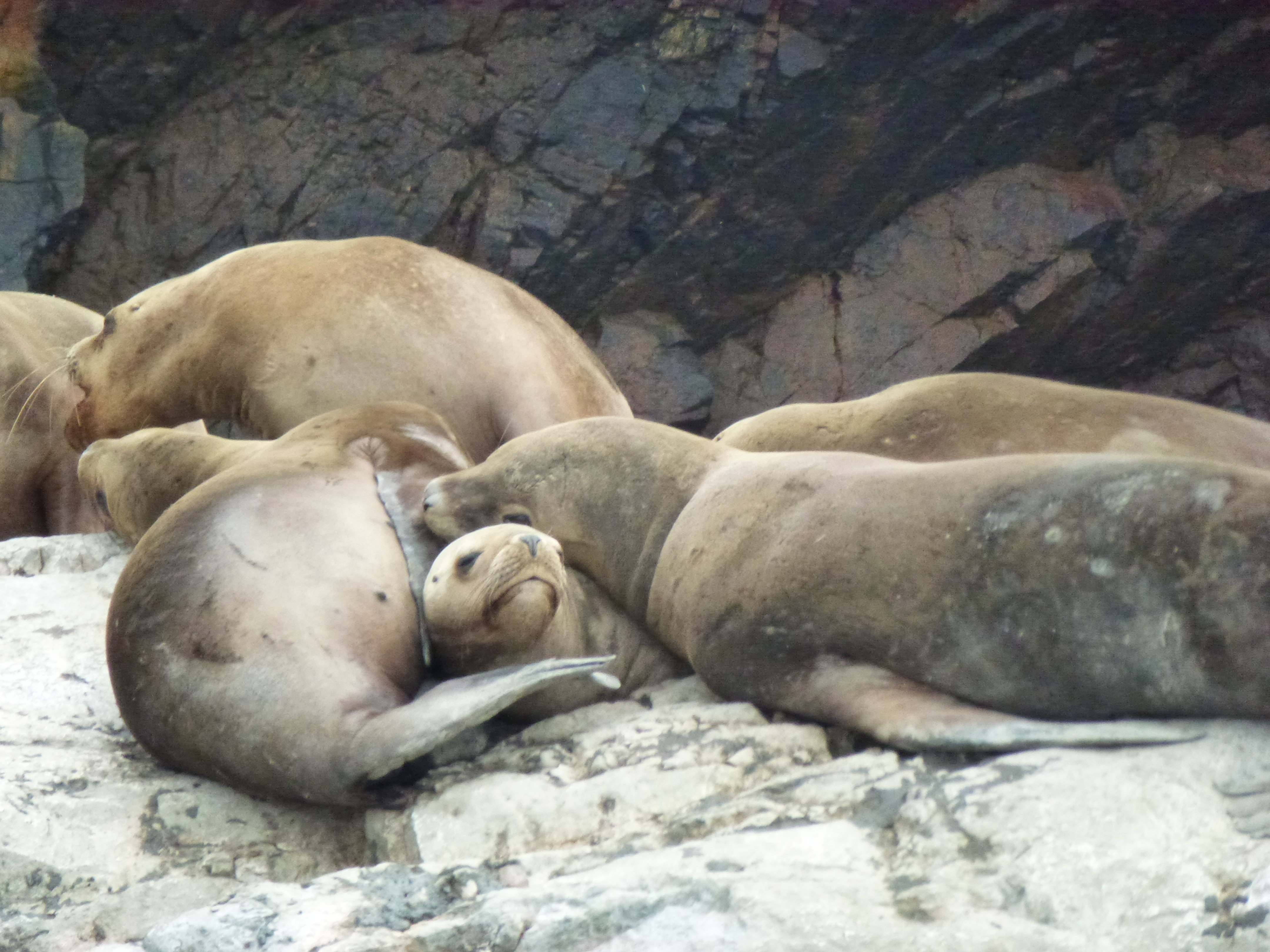
Fókák